# Giải bóng chuyền nam Vô địch châu Á 1987
Giải bóng chuyền nam Vô địch châu Á 1987 là giải Vô địch châu Á lần thứ 4, được tổ chức từ 15 đến 25 tháng 10 năm 1987 ở Thành phố Kuwait, Kuwait.

## Vòng cuối

### Tranh vị trí thứ 9–12
| Ngày        |      | Điểm |      | Set 1 | Set 2 | Set 3 | Set 4 | Set 5 | Tổng  |
| ----------- | ---- | ---- | ---- | ----- | ----- | ----- | ----- | ----- | ----- |
| 25 tháng 10 | Iraq | 3–1  | Iran | 15–7  | 8–15  | 15–12 | 15–11 |       | 53–45 |

### Nhà vô địch
|  | Bán kết                        | Bán kết    |                                |   | Chung kết | Chung kết |
|  |                                |            |                                |   |           |           |
|  | 24 tháng 10 – Thành phố Kuwait |            |                                |   |           |           |
|  |                                |            |                                |   |           |           |
|  | Nhật Bản                       | 3          |                                |   |           |           |
|  | Nhật Bản                       | 3          | 25 tháng 10 – Thành phố Kuwait |   |           |           |
|  | Kuwait                         | 0          |                                |   |           |           |
|  | Kuwait                         | 0          | Nhật Bản                       | 3 |           |           |
|  | 24 tháng 10 – Thành phố Kuwait |            | Nhật Bản                       | 3 |           |           |
|  |                                | Trung Quốc | 0                              |   |           |           |
|  | Trung Quốc                     | Trung Quốc | 0                              | 3 |           |           |
|  | Trung Quốc                     |            |                                | 3 |           |           |
|  | Hàn Quốc                       | 1          |                                |   |           |           |
|  | Hàn Quốc                       | 1          | Vị trí thứ 3                   |   |           |           |
|  |                                |            |                                |   |           |           |
|  | 25 tháng 10 – Thành phố Kuwait |            |                                |   |           |           |
|  |                                |            |                                |   |           |           |
|  | Kuwait                         | 0          |                                |   |           |           |
|  | Kuwait                         | 0          |                                |   |           |           |
|  | Hàn Quốc                       | 3          |                                |   |           |           |

| Ngày        |            | Điểm |          | Set 1 | Set 2 | Set 3 | Set 4 | Set 5 | Tổng  |
| ----------- | ---------- | ---- | -------- | ----- | ----- | ----- | ----- | ----- | ----- |
| 24 tháng 10 | Nhật Bản   | 3–0  | Kuwait   | 15–3  | 15–9  | 15–10 |       |       | 45–22 |
| 24 tháng 10 | Trung Quốc | 3–1  | Hàn Quốc | 15–7  | 12–15 | 15–9  | 15–10 |       | 57–41 |

| Ngày        |          | Điểm |            | Set 1 | Set 2 | Set 3 | Set 4 | Set 5 | Tổng  |
| ----------- | -------- | ---- | ---------- | ----- | ----- | ----- | ----- | ----- | ----- |
| 25 tháng 10 | Kuwait   | 0–3  | Hàn Quốc   |       |       |       |       |       |       |
| 25 tháng 10 | Nhật Bản | 3–0  | Trung Quốc | 15–13 | 15–4  | 15–9  |       |       | 45–26 |

## Bảng xếp hạng
| Hạng | Đội                                  |
| ---- | ------------------------------------ |
| 1    | Nhật Bản                             |
| 2    | Trung Quốc                           |
| 3    | Hàn Quốc                             |
| 4    | Kuwait                               |
| 5    | Ấn Độ                                |
| 6    | Đài Bắc Trung Hoa                    |
| 7    | Pakistan                             |
| 8    | Bahrain                              |
| 9    | Iraq                                 |
| 10   | Iran                                 |
| 11   | Úc                                   |
| 12   | New Zealand                          |
| 13   | Ả Rập Xê Út                          |
| 14   | Thái Lan                             |
| 15   | Các Tiểu vương quốc Ả Rập Thống nhất |
| 16   | Nam Yemen                            |
| 17   | Jordan                               |

| Giải bóng chuyền nam Vô địch châu Á 1987 |
| ---------------------------------------- |
| · Nhật Bản · Lần 3                       |